# Hacıpaşalar, Çine
Hacıpaşalar là một xã thuộc huyện Çine, tỉnh Aydın, Thổ Nhĩ Kỳ. Dân số thời điểm năm 2010 là 381 người.